# Косолапов Пилип Макарович
Пилип Макарович Косолапов (9 січня 1919 — 7 серпня 1994) — командир ескадрильї 2-го гвардійського винищувального авіаційного полку (322-а винищувальна авіаційна дивізія, 2-й винищувальний авіаційний корпус, 1-я повітряна армія, Західний фронт), гвардії старший лейтенант, Герой Радянського Союзу (1943).

## Біографія
Косолапов Пилип Макарович народився 9 січня 1919 року в селі Волково Уфимського району Башкирської АРСР у сім'ї селянина. Закінчив 7 класів неповної середньої школи. Працював на нафтоперегінному заводі. Закінчив аероклуб в Уфі.
З грудня 1938 року служив у Червоній Армії. У 1940 році закінчив Чкаловську військову авіаційну школу льотчиків. З вересня 1942 року Лейтенант П. М. Косолапов в діючій армії. З листопада 1943 року служив у 2-му гвардійському винищувальному авіаційному полку. Потім, до кінця війни, у 937-му винищувальному авіаційному полку. Всього виконав близько 300 бойових вильотів, у 33 повітряних боях збив 11 літаків особисто і 9 — у групі з товаришами.
Після війни продовжував служити у ВПС. У 1955 році закінчив Військово-повітряну академію. З 1957 року полковник П. М. Косолапов — в запасі. Жив у місті Чернігові.
Помер 7 серпня 1994 року.

## Подвиг
«До серпня 1943 року командир ескадрильї 2-го гвардійського винищувального авіаційного полку (322-а винищувальна авіаційна дивізія, 2-й винищувальний авіаційний корпус, 1-а повітряна армія, Західний фронт) гвардії старший лейтенант П. М. Косолапов здійснив 107 бойових вильотів, в 25 повітряних боях збив особисто 8 і в складі групи 6 літаків противника».
2 вересня 1943 року за мужність і військову доблесть, проявлені в боях з ворогами, Косолапов Пилип Маркович удостоєний звання Героя Радянського Союзу.

## Нагороди
- Медаль «Золота Зірка» Героя Радянського Союзу (02.09.1943).
- Орден Леніна (02.09.1943).
- Орден Червоного Прапора (08.07.1943).
- Орден Кутузова 3-го ступеня.
- Орден Олександра Невського (19.08.1943).
- Орден Вітчизняної війни 1-го ступеня (06.04.1985).
- Орден Червоної Зірки (27.01.1943).
- Орден Червоної Зірки (1954).
- Медалі.

## Пам'ять
- П. М. Косолапов був почесним громадянином міста Зелена Гура (Польща).
- Його ім'я занесено на меморіальну дошку Героїв Радянського Союзу — випускників Уфимського аероклубу.